# Elle (rivière, affluent de la Vire)
Pour les articles homonymes, voir Elle.
L'Elle est une rivière française de Normandie, affluent de la Vire (rive droite).

## Géographie
L'Elle prend sa source au nord de la commune de Rouxeville. Elle se joint aux eaux de la Vire, à Neuilly-la-Forêt en Marais du Cotentin et du Bessin, après un parcours de 31,8 km entre Bessin et Pays saint-lois.

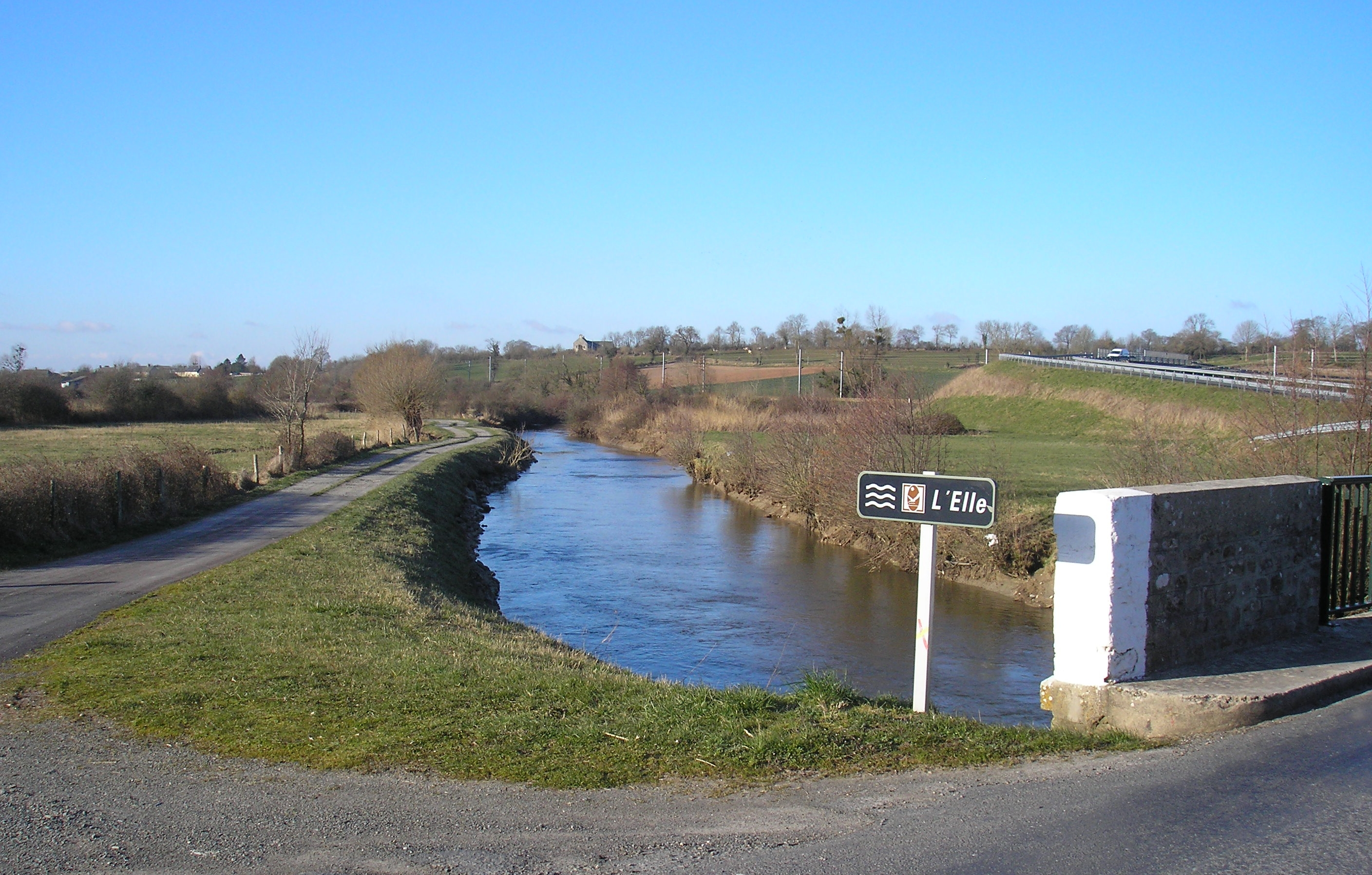
L'Elle à Neuilly-la-Forêt, près de sa confluence avec la Vire.

## Bassin et affluents
L'Elle partage son bassin avec son principal affluent, le Rieu (12,2 km, de rive droite), dont elle récupère les eaux à Lison à quelques kilomètres de la confluence avec la Vire. Le Rieu rassemble les eaux de la partie nord-est du bassin. Ce bassin se situe entre le bassin de l'Aure, autre affluent de la Vire, (par les sous-affluents la Drôme et l'Esque) au nord et à l'est et le bassin direct de la Vire et de quelques-uns de ses petits affluents au sud et à l'ouest.
Les bassins du Rieu et de l'Esque communiquent par l'intermédiaire du ruisseau du Clotron qui est alimenté par une dérivation de l'Esque. Les autres affluents ne dépassent pas 7 km, le plus grand étant le ruisseau de Branche (6,7 km, de rive gauche) à Saint-Jean-de-Savigny.

## Communes traversées

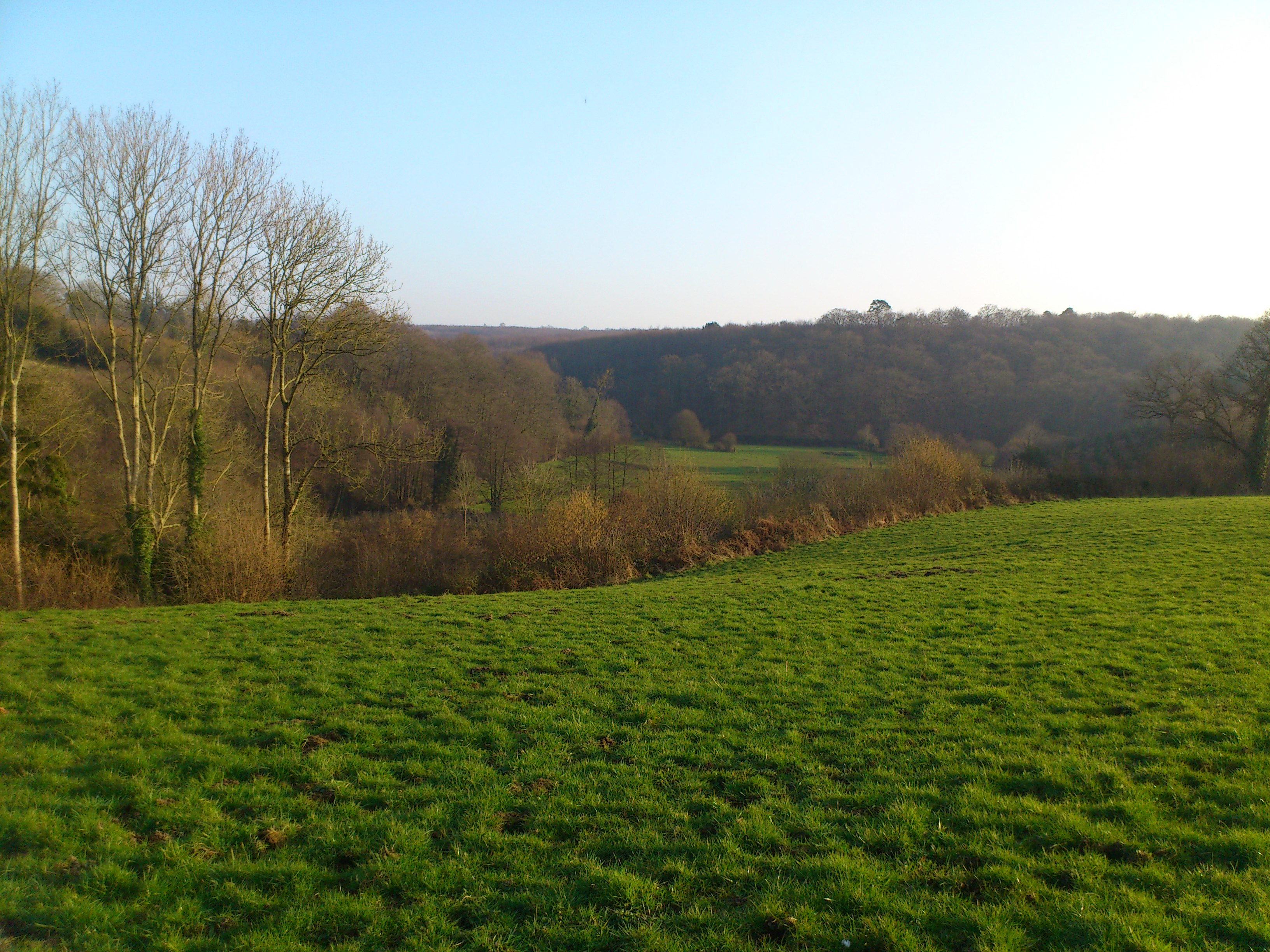
La vallée de l'Elle à Cerisy-la-Forêt.

- Rouxeville (source principale et environ 200 mètres),
- Saint-Germain-d'Elle,
- Bérigny, où se joignent des ramifications secondaires venant de Saint-Jean-des-Baisants et Notre-Dame-d'Elle,
- Saint-Georges-d'Elle (en limite est),
- Montfiquet (en limite ouest),
- Cerisy-la-Forêt,
- Sainte-Marguerite-d'Elle (en limite sud),
- Saint-Jean-de-Savigny (en limite nord),
- Saint-Clair-sur-l'Elle (en limite nord),
- Moon-sur-Elle,
- Airel,
- Lison (en limite ouest),
- Neuilly-la-Forêt (confluent avec la Vire),